# جوش ألين (لاعب كرة قدم أمريكية)
جوش ألين (بالإنجليزية: Josh Allen)‏ هو لاعب كرة قدم أمريكية أمريكي، ولد في 21 مايو 1996 في فايرباوغ في الولايات المتحدة.

## وصلات خارجية
- جوش ألين على موقع إي إس بي إن.كوم (أن.أف.أل)3
- جوش ألين على موقع مرجع كرة القدم المحترفة.كوم (الإنجليزية)
- جوش ألين على موقع كلية كرة القدم في سبورتس رفرنس.كوم (الإنجليزية)